# Campeonato de Segunda División 1937 (Argentina)
El Campeonato de Segunda División 1937 fue el cuarto torneo de la Segunda División en la era profesional del fútbol argentino, y el primero en el profesionalismo en el que se otorgó el ascenso a Primera División, ya que a partir de esta edición dejó de participar la reserva de los equipos de la máxima categoría. El ganador de este derecho fue el Club Almagro, al obtener el campeonato. 
Por otra parte, Nueva Chicago, Sportivo Alsina y Sportivo Barracas descendieron a la Tercera División al ocupar los últimos puestos en la tabla de posiciones.

## Ascensos y descensos
| Pos. | Descendidos de Primera División 1936 |
| ---- | ------------------------------------ |
| -    | No hubo                              |

| Pos. | Ascendidos a Segunda División 1937 |
| ---- | ---------------------------------- |
| 1.º  | Sportivo Alsina                    |

## Equipos
| Equipo                 | Ciudad          |
| ---------------------- | --------------- |
| All Boys               | Buenos Aires    |
| Almagro                | Buenos Aires    |
| Argentino de Quilmes   | Quilmes         |
| Banfield               | Banfield        |
| Barracas Central       | Buenos Aires    |
| Colegiales             | Munro           |
| Defensores de Belgrano | Buenos Aires    |
| El Porvenir            | Gerli           |
| Estudiantes            | Buenos Aires    |
| Estudiantil Porteño    | Ramos Mejía     |
| Excursionistas         | Buenos Aires    |
| Nueva Chicago          | Buenos Aires    |
| Sportivo Alsina        | Valentín Alsina |
| Sportivo Barracas      | Buenos Aires    |
| Sportivo Buenos Aires  | Buenos Aires    |
| Dock Sud               | Dock Sud        |
| Temperley              | Temperley       |

## Tabla de posiciones final
| Pos  | Equipo                 | Pts | PJ | G  | E | P  | GF | GC | DIF |
| ---- | ---------------------- | --- | -- | -- | - | -- | -- | -- | --- |
| 1.º  | Almagro                | 26  | 16 | 12 | 2 | 2  | 34 | 16 | 18  |
| 2.º  | Excursionistas         | 24  | 16 | 12 | 0 | 4  | 42 | 20 | 22  |
| 3.º  | El Porvenir            | 21  | 16 | 10 | 1 | 5  | 33 | 16 | 17  |
| 4.º  | Colegiales             | 20  | 16 | 9  | 2 | 5  | 27 | 22 | 5   |
| 5.º  | All Boys               | 19  | 16 | 9  | 1 | 6  | 35 | 24 | 11  |
| 6.º  | Argentino de Quilmes   | 17  | 16 | 6  | 5 | 5  | 28 | 35 | -7  |
| 7.º  | Estudiantes (BA)       | 16  | 16 | 6  | 4 | 6  | 33 | 32 | 1   |
| 8.º  | Defensores de Belgrano | 16  | 16 | 7  | 2 | 7  | 30 | 29 | 1   |
| 9.º  | Dock Sud               | 15  | 16 | 6  | 3 | 7  | 37 | 34 | -3  |
| 10.º | Temperley              | 15  | 16 | 7  | 1 | 8  | 26 | 27 | -1  |
| 11.º | Sportivo Buenos Aires  | 15  | 16 | 7  | 1 | 8  | 30 | 33 | -3  |
| 12.º | Barracas Central       | 14  | 16 | 5  | 4 | 7  | 24 | 29 | -5  |
| 13.º | Estudiantil Porteño    | 14  | 16 | 5  | 4 | 7  | 26 | 29 | -3  |
| 14.º | Banfield               | 14  | 16 | 6  | 2 | 8  | 29 | 33 | -4  |
| 15.º | Nueva Chicago          | 13  | 16 | 5  | 3 | 8  | 33 | 39 | -6  |
| 16.° | Sportivo Alsina        | 7   | 16 | 3  | 1 | 12 | 25 | 46 | -21 |
| 17.º | Sportivo Barracas      | 6   | 16 | 2  | 2 | 12 | 20 | 48 | -28 |

|  |                                        |
|  | Campeón. Ascendido a Primera División. |
|  | Descendido a Tercera División.         |

## Resultados
| Fecha 1                  | Fecha 1   | Fecha 1                | Fecha 1      | Fecha 1      | Fecha 1 |
| Local                    | Resultado | Visitante              | Jugado en    | Fecha        |         |
| ------------------------ | --------- | ---------------------- | ------------ | ------------ | ------- |
| Almagro                  | 4 - 2     | Banfield               | Parque Chas  | 14 de agosto |         |
| Excursionistas           | 3 - 1     | All Boys               | Belgrano     | 14 de agosto |         |
| Barracas Central         | 1 - 2     | Estudiantes (BA)       | Barracas     | 14 de agosto |         |
| Argentino de Quilmes     | 3 - 1     | Sportivo Alsina        | Quilmes      | 14 de agosto |         |
| Estudiantil Porteño      | 4 - 1     | Sportivo Barracas      | Ramos Mejía  | 14 de agosto |         |
| Sportivo Buenos Aires    | 3 - 2     | Defensores de Belgrano | Monte Castro | 14 de agosto |         |
| Temperley                | 1 - 0     | Colegiales             | Temperley    | 14 de agosto |         |
| El Porvenir              | 3 - 0     | Nueva Chicago          | Gerli        | 14 de agosto |         |
| Libre: Sportivo Dock Sud |           |                        |              |              |         |

| Fecha 2                | Fecha 2   | Fecha 2               | Fecha 2           | Fecha 2      | Fecha 2 |
| Local                  | Resultado | Visitante             | Jugado en         | Fecha        |         |
| ---------------------- | --------- | --------------------- | ----------------- | ------------ | ------- |
| Nueva Chicago          | 2 - 0     | Temperley             | Deportivo Huracán | 21 de agosto |         |
| Colegiales             | 4 - 0     | Sportivo Buenos Aires | Colegiales        | 21 de agosto |         |
| Defensores de Belgrano | 0 - 0     | Estudiantil Porteño   | Núnez             | 21 de agosto |         |
| Sportivo Barracas      | 0 - 1     | Argentino de Quilmes  | Barracas          | 21 de agosto |         |
| Sportivo Alsina        | 4 - 1     | Barracas Central      | Valentín Alsina   | 21 de agosto |         |
| Estudiantes (BA)       | 1 - 4     | Excursionistas        | Villa Devoto      | 21 de agosto |         |
| All Boys               | 2 - 0     | Almagro               | Floresta          | 21 de agosto |         |
| Banfield               | 3 - 4     | Sportivo Dock Sud     | Banfield          | 21 de agosto |         |
| Libre: El Porvenir     |           |                       |                   |              |         |

| Fecha 3               | Fecha 3   | Fecha 3                | Fecha 3      | Fecha 3      | Fecha 3 |
| Local                 | Resultado | Visitante              | Jugado en    | Fecha        |         |
| --------------------- | --------- | ---------------------- | ------------ | ------------ | ------- |
| Sportivo Dock Sud     | 1 - 2     | All Boys               | Dock Sud     | 28 de agosto |         |
| Almagro               | 2 - 0     | Estudiantes (BA)       | Parque Chas  | 28 de agosto |         |
| Excursionistas        | 7 - 2     | Sportivo Alsina        | Belgrano     | 28 de agosto |         |
| Barracas Central      | 2 - 1     | Sportivo Barracas      | Barracas     | 28 de agosto |         |
| Argentino de Quilmes  | 2 - 3     | Defensores de Belgrano | Quilmes      | 28 de agosto |         |
| Estudiantil Porteño   | 6 - 2     | Colegiales             | Ramos Mejía  | 28 de agosto |         |
| Sportivo Buenos Aires | 4 - 2     | Nueva Chicago          | Monte Castro | 28 de agosto |         |
| Temperley             | 3 - 0     | El Porvenir            | Temperley    | 28 de agosto |         |
| Libre: Banfield       |           |                        |              |              |         |

| Fecha 4                | Fecha 4   | Fecha 4               | Fecha 4         | Fecha 4          | Fecha 4 |
| Local                  | Resultado | Visitante             | Jugado en       | Fecha            |         |
| ---------------------- | --------- | --------------------- | --------------- | ---------------- | ------- |
| El Porvenir            | 2 - 1     | Sportivo Buenos Aires | Gerli           | 11 de septiembre |         |
| Nueva Chicago          | 1 - 2     | Estudiantil Porteño   | Mataderos       | 11 de septiembre |         |
| Colegiales             | 1 - 1     | Argentino de Quilmes  | Colegiales      | 11 de septiembre |         |
| Defensores de Belgrano | 1 - 1     | Barracas Central      | Núnez           | 11 de septiembre |         |
| Sportivo Barracas      | 0 - 2     | Excursionistas        | Barracas        | 11 de septiembre |         |
| Sportivo Alsina        | 0 - 2     | Almagro               | Valentín Alsina | 11 de septiembre |         |
| Estudiantes (BA)       | 2 - 1     | Sportivo Dock Sud     | Villa Devoto    | 11 de septiembre |         |
| All Boys               | 3 - 0     | Banfield              | Floresta        | 11 de septiembre |         |
| Libre: Temperley       |           |                       |                 |                  |         |

| Fecha 5               | Fecha 5   | Fecha 5                | Fecha 5      | Fecha 5          | Fecha 5 |
| Local                 | Resultado | Visitante              | Jugado en    | Fecha            |         |
| --------------------- | --------- | ---------------------- | ------------ | ---------------- | ------- |
| Banfield              | 4 - 4     | Estudiantes (BA)       | Banfield     | 18 de septiembre |         |
| Sportivo Dock Sud     | 3 - 1     | Sportivo Alsina        | Dock Sud     | 18 de septiembre |         |
| Almagro               | 2 - 0     | Sportivo Barracas      | Parque Chas  | 18 de septiembre |         |
| Excursionistas        | 1 - 0     | Defensores de Belgrano | Belgrano     | 18 de septiembre |         |
| Barracas Central      | 3 - 0     | Colegiales             | Barracas     | 18 de septiembre |         |
| Argentino de Quilmes  | 3 - 2     | Nueva Chicago          | Quilmes      | 18 de septiembre |         |
| Estudiantil Porteño   | 1 - 2     | El Porvenir            | Ramos Mejía  | 18 de septiembre |         |
| Sportivo Buenos Aires | 1 - 0     | Temperley              | Monte Castro | 18 de septiembre |         |
| Libre: All Boys       |           |                        |              |                  |         |

| Fecha 6                      | Fecha 6   | Fecha 6              | Fecha 6         | Fecha 6          | Fecha 6 |
| Local                        | Resultado | Visitante            | Jugado en       | Fecha            |         |
| ---------------------------- | --------- | -------------------- | --------------- | ---------------- | ------- |
| Temperley                    | 2 - 1     | Estudiantil Porteño  | Temperley       | 25 de septiembre |         |
| El Porvenir                  | 3 - 0     | Argentino de Quilmes | Gerli           | 25 de septiembre |         |
| Nueva Chicago                | 1 - 5     | Barracas Central     | Mataderos       | 25 de septiembre |         |
| Colegiales                   | 3 - 0     | Excursionistas       | Colegiales      | 25 de septiembre |         |
| Defensores de Belgrano       | 3 - 4     | Almagro              | Núnez           | 25 de septiembre |         |
| Sportivo Barracas            | 1 - 3     | Sportivo Dock Sud    | Barracas        | 25 de septiembre |         |
| Sportivo Alsina              | 1 - 3     | Banfield             | Valentín Alsina | 25 de septiembre |         |
| Estudiantes (BA)             | 2 - 3     | All Boys             | Villa Devoto    | 25 de septiembre |         |
| Libre: Sportivo Buenos Aires |           |                      |                 |                  |         |

| Fecha 7                 | Fecha 7   | Fecha 7                | Fecha 7     | Fecha 7      | Fecha 7 |
| Local                   | Resultado | Visitante              | Jugado en   | Fecha        |         |
| ----------------------- | --------- | ---------------------- | ----------- | ------------ | ------- |
| All Boys                | 2 - 3     | Sportivo Alsina        | Floresta    | 2 de octubre |         |
| Banfield                | 2 - 2     | Sportivo Barracas      | Banfield    | 2 de octubre |         |
| Sportivo Dock Sud       | 3 - 2     | Defensores de Belgrano | Dock Sud    | 2 de octubre |         |
| Almagro                 | 2 - 1     | Colegiales             | Parque Chas | 2 de octubre |         |
| Excursionistas          | 5 - 3     | Nueva Chicago          | Belgrano    | 2 de octubre |         |
| Barracas Central        | 0 - 0     | El Porvenir            | Barracas    | 2 de octubre |         |
| Argentino de Quilmes    | 2 - 2     | Temperley              | Quilmes     | 2 de octubre |         |
| Estudiantil Porteño     | 1 - 1     | Sportivo Buenos Aires  | Ramos Mejía | 2 de octubre |         |
| Libre: Estudiantes (BA) |           |                        |             |              |         |

| Fecha 8                    | Fecha 8   | Fecha 8              | Fecha 8             | Fecha 8      | Fecha 8 |
| Local                      | Resultado | Visitante            | Jugado en           | Fecha        |         |
| -------------------------- | --------- | -------------------- | ------------------- | ------------ | ------- |
| Sportivo Buenos Aires      | 1 - 3     | Argentino de Quilmes | Monte Castro        | 9 de octubre |         |
| Temperley                  | 3 - 1     | Barracas Central     | Temperley           | 9 de octubre |         |
| El Porvenir                | 2 - 0     | Excursionistas       | Gerli               | 9 de octubre |         |
| Nueva Chicago              | 1 - 2     | Almagro              | Huracán (San Justo) | 9 de octubre |         |
| Colegiales                 | 4 - 3     | Sportivo Dock Sud    | Colegiales          | 9 de octubre |         |
| Defensores de Belgrano     | 5 - 1     | Banfield             | Núnez               | 9 de octubre |         |
| Sportivo Barracas          | 0 - 2     | All Boys             | Barracas            | 9 de octubre |         |
| Sportivo Alsina            | 1 - 2     | Estudiantes (BA)     | Valentín Alsina     | 9 de octubre |         |
| Libre: Estudiantil Porteño |           |                      |                     |              |         |

| Fecha 9                | Fecha 9   | Fecha 9                | Fecha 9      | Fecha 9       | Fecha 9 |
| Local                  | Resultado | Visitante              | Jugado en    | Fecha         |         |
| ---------------------- | --------- | ---------------------- | ------------ | ------------- | ------- |
| Estudiantes (BA)       | 5 - 0     | Sportivo Barracas      | Villa Devoto | 16 de octubre |         |
| All Boys               | 3 - 2     | Defensores de Belgrano | Floresta     | 16 de octubre |         |
| Banfield               | 1 - 2     | Colegiales             | Banfield     | 16 de octubre |         |
| Sportivo Dock Sud      | 3 - 4     | Nueva Chicago          | Dock Sud     | 16 de octubre |         |
| Almagro                | 1 - 0     | El Porvenir            | Parque Chas  | 16 de octubre |         |
| Excursionistas         | 5 - 1     | Temperley              | Belgrano     | 16 de octubre |         |
| Barracas Central       | 2 - 1     | Sportivo Buenos Aires  | Barracas     | 16 de octubre |         |
| Argentino de Quilmes   | 4 - 3     | Estudiantil Porteño    | Quilmes      | 16 de octubre |         |
| Libre: Sportivo Alsina |           |                        |              |               |         |

| Fecha 10                    | Fecha 10  | Fecha 10          | Fecha 10     | Fecha 10      | Fecha 10 |
| Local                       | Resultado | Visitante         | Jugado en    | Fecha         |          |
| --------------------------- | --------- | ----------------- | ------------ | ------------- | -------- |
| Estudiantil Porteño         | 2 - 1     | Barracas Central  | Ramos Mejía  | 23 de octubre |          |
| Sportivo Buenos Aires       | 0 - 2     | Excursionistas    | Monte Castro | 23 de octubre |          |
| Temperley                   | 0 - 1     | Almagro           | Temperley    | 23 de octubre |          |
| El Porvenir                 | 2 - 1     | Sportivo Dock Sud | Gerli        | 23 de octubre |          |
| Nueva Chicago               | 3 - 1     | Banfield          | Mataderos    | 23 de octubre |          |
| Colegiales                  | 2 - 1     | All Boys          | Colegiales   | 23 de octubre |          |
| Defensores de Belgrano      | 1 - 0     | Estudiantes (BA)  | Núnez        | 23 de octubre |          |
| Sportivo Barracas           | 6 - 3     | Sportivo Alsina   | Barracas     | 23 de octubre |          |
| Libre: Argentino de Quilmes |           |                   |              |               |          |

| Fecha 11                 | Fecha 11  | Fecha 11               | Fecha 11        | Fecha 11      | Fecha 11 |
| Local                    | Resultado | Visitante              | Jugado en       | Fecha         |          |
| ------------------------ | --------- | ---------------------- | --------------- | ------------- | -------- |
| Sportivo Alsina          | 1 - 2     | Defensores de Belgrano | Valentín Alsina | 30 de octubre |          |
| Estudiantes (BA)         | 1 - 2     | Colegiales             | Villa Devoto    | 30 de octubre |          |
| All Boys                 | 4 - 4     | Nueva Chicago          | Floresta        | 30 de octubre |          |
| Banfield                 | 2 - 0     | El Porvenir            | Banfield        | 30 de octubre |          |
| Sportivo Dock Sud        | 2 - 0     | Temperley              | Dock Sud        | 30 de octubre |          |
| Almagro                  | 2 - 1     | Sportivo Buenos Aires  | Parque Chas     | 30 de octubre |          |
| Excursionistas           | 2 - 0     | Estudiantil Porteño    | Belgrano        | 30 de octubre |          |
| Barracas Central         | 2 - 2     | Argentino de Quilmes   | Barracas        | 30 de octubre |          |
| Libre: Sportivo Barracas |           |                        |                 |               |          |

| Fecha 12                | Fecha 12  | Fecha 12          | Fecha 12     | Fecha 12       | Fecha 12 |
| Local                   | Resultado | Visitante         | Jugado en    | Fecha          |          |
| ----------------------- | --------- | ----------------- | ------------ | -------------- | -------- |
| Argentino de Quilmes    | 1 - 3     | Excursionistas    | Quilmes      | 6 de noviembre |          |
| Estudiantil Porteño     | 2 - 1     | Almagro           | Ramos Mejía  | 6 de noviembre |          |
| Sportivo Buenos Aires   | 3 - 1     | Sportivo Dock Sud | Monte Castro | 6 de noviembre |          |
| Temperley               | 3 - 0     | Banfield          | Temperley    | 6 de noviembre |          |
| El Porvenir             | 2 - 0     | All Boys          | Gerli        | 6 de noviembre |          |
| Nueva Chicago           | 3 - 3     | Estudiantes (BA)  | Mataderos    | 6 de noviembre |          |
| Colegiales              | 1 - 0     | Sportivo Alsina   | Colegiales   | 6 de noviembre |          |
| Defensores de Belgrano  | 3 - 2     | Sportivo Barracas | Núnez        | 6 de noviembre |          |
| Libre: Barracas Central |           |                   |              |                |          |

| Fecha 13                      | Fecha 13  | Fecha 13              | Fecha 13        | Fecha 13        | Fecha 13 |
| Local                         | Resultado | Visitante             | Jugado en       | Fecha           |          |
| ----------------------------- | --------- | --------------------- | --------------- | --------------- | -------- |
| Sportivo Barracas             | 0 - 0     | Colegiales            | Barracas        | 13 de noviembre |          |
| Sportivo Alsina               | 1 - 1     | Nueva Chicago         | Valentín Alsina | 13 de noviembre |          |
| Estudiantes (BA)              | 3 - 2     | El Porvenir           | Villa Devoto    | 13 de noviembre |          |
| All Boys                      | 4 - 0     | Temperley             | Floresta        | 13 de noviembre |          |
| Banfield                      | 3 - 1     | Sportivo Buenos Aires | Banfield        | 13 de noviembre |          |
| Sportivo Dock Sud             | 1 - 1     | Estudiantil Porteño   | Dock Sud        | 13 de noviembre |          |
| Almagro                       | 6 - 0     | Argentino de Quilmes  | Parque Chas     | 13 de noviembre |          |
| Excursionistas                | 4 - 0     | Barracas Central      | Belgrano        | 13 de noviembre |          |
| Libre: Defensores de Belgrano |           |                       |                 |                 |          |

| Fecha 14              | Fecha 14  | Fecha 14               | Fecha 14     | Fecha 14        | Fecha 14 |
| Local                 | Resultado | Visitante              | Jugado en    | Fecha           |          |
| --------------------- | --------- | ---------------------- | ------------ | --------------- | -------- |
| Barracas Central      | 2 - 2     | Almagro                | Barracas     | 20 de noviembre |          |
| Argentino de Quilmes  | 2 - 2     | Sportivo Dock Sud      | Quilmes      | 20 de noviembre |          |
| Estudiantil Porteño   | 0 - 2     | Banfield               | Ramos Mejía  | 20 de noviembre |          |
| Sportivo Buenos Aires | 2 - 1     | All Boys               | Monte Castro | 20 de noviembre |          |
| Temperley             | 1 - 2     | Estudiantes (BA)       | Temperley    | 20 de noviembre |          |
| El Porvenir           | 4 - 1     | Sportivo Alsina        | Gerli        | 20 de noviembre |          |
| Nueva Chicago         | 3 - 0     | Sportivo Barracas      | Mataderos    | 20 de noviembre |          |
| Colegiales            | 1 - 2     | Defensores de Belgrano | Colegiales   | 20 de noviembre |          |
| Libre: Excursionistas |           |                        |              |                 |          |

| Fecha 15               | Fecha 15  | Fecha 15              | Fecha 15        | Fecha 15        | Fecha 15 |
| Local                  | Resultado | Visitante             | Jugado en       | Fecha           |          |
| ---------------------- | --------- | --------------------- | --------------- | --------------- | -------- |
| Defensores de Belgrano | 1 - 2     | Nueva Chicago         | Núnez           | 27 de noviembre |          |
| Sportivo Barracas      | 1 - 7     | El Porvenir           | Barracas        | 27 de noviembre |          |
| Sportivo Alsina        | 1 - 3     | Temperley             | Valentín Alsina | 27 de noviembre |          |
| Estudiantes (BA)       | 2 - 3     | Sportivo Buenos Aires | Villa Devoto    | 27 de noviembre |          |
| All Boys               | 4 - 0     | Estudiantil Porteño   | Floresta        | 27 de noviembre |          |
| Banfield               | 3 - 0     | Argentino de Quilmes  | Banfield        | 27 de noviembre |          |
| Sportivo Dock Sud      | 4 - 1     | Barracas Central      | Dock Sud        | 27 de noviembre |          |
| Almagro                | 1 - 0     | Excursionistas        | Parque Chas     | 27 de noviembre |          |
| Libre: Colegiales      |           |                       |                 |                 |          |

| Fecha 16              | Fecha 16  | Fecha 16               | Fecha 16     | Fecha 16       | Fecha 16 |
| Local                 | Resultado | Visitante              | Jugado en    | Fecha          |          |
| --------------------- | --------- | ---------------------- | ------------ | -------------- | -------- |
| Excursionistas        | 4 - 3     | Sportivo Dock Sud      | Belgrano     | 4 de diciembre |          |
| Barracas Central      | 1 - 0     | Banfield               | Barracas     | 4 de diciembre |          |
| Argentino de Quilmes  | 2 - 1     | All Boys               | Quilmes      | 4 de diciembre |          |
| Estudiantil Porteño   | 2 - 2     | Estudiantes (BA)       | Ramos Mejía  | 4 de diciembre |          |
| Sportivo Buenos Aires | 5 - 2     | Sportivo Alsina        | Monte Castro | 4 de diciembre |          |
| Temperley             | 6 - 2     | Sportivo Barracas      | Temperley    | 4 de diciembre |          |
| El Porvenir           | 4 - 0     | Defensores de Belgrano | Gerli        | 4 de diciembre |          |
| Nueva Chicago         | 1 - 2     | Colegiales             | Mataderos    | 4 de diciembre |          |
| Libre: Almagro        |           |                        |              |                |          |

| Fecha 17               | Fecha 17  | Fecha 17              | Fecha 17        | Fecha 17        | Fecha 17 |
| Local                  | Resultado | Visitante             | Jugado en       | Fecha           |          |
| ---------------------- | --------- | --------------------- | --------------- | --------------- | -------- |
| Colegiales             | 2 - 0     | El Porvenir           | Colegiales      | 11 de diciembre |          |
| Defensores de Belgrano | 3 - 1     | Temperley             | Núnez           | 11 de diciembre |          |
| Sportivo Barracas      | 4 - 3     | Sportivo Buenos Aires | Barracas        | 11 de diciembre |          |
| Sportivo Alsina        | 3 - 1     | Estudiantil Porteño   | Valentín Alsina | 11 de diciembre |          |
| Estudiantes (BA)       | 2 - 2     | Argentino de Quilmes  | Villa Devoto    | 11 de diciembre |          |
| All Boys               | 2 - 1     | Barracas Central      | Floresta        | 11 de diciembre |          |
| Banfield               | 2 - 0     | Excursionistas        | Banfield        | 11 de diciembre |          |
| Sportivo Dock Sud      | 2 - 2     | Almagro               | Dock Sud        | 11 de diciembre |          |
| Libre: Nueva Chicago   |           |                       |                 |                 |          |

| 1. |

- Datos: Q16541697